# 第14装甲旅団 (ドイツ連邦陸軍)
第14装甲旅団「ヘッシシャー・レーヴェ（ヘッセン獅子）」（だい14そうこうりょだん、ドイツ語：Panzerbrigade 14 "Hessischer Löwe"）は、ドイツ連邦陸軍の旅団の一つ。旅団司令部をノイシュタット (ヘッセン)に置き、旅団隷下部隊はヘッセン州に駐屯していた。創隊から1981年までは第6装甲旅団に指定されていた。

## 歴史

### 第6装甲旅団、1981年まで
1956年、ドイツ連邦国境警備隊第4国境警備部隊の一部を基にハン・ミュンデンにてA2戦闘群が編成される。戦闘群はマールブルクに移駐し、1959年に第6装甲旅団に改編される。1960年に旅団司令部と司令部中隊はノイシュタット (ヘッセン)に移駐する。旅団は当初、第2装甲擲弾兵師団隷下におかれ、1977年から第5装甲師団隷下に配転される。1976年から1977年にかけて、陸軍第4次編制下での部隊実験が試行され第6装甲旅団、第14装甲旅団および第34装甲旅団がその対象となる。

### 第14装甲旅団、1981年から
1981年に第14装甲旅団に改称され、第6装甲旅団については第34装甲旅団に引き継がれた。1992年には公式愛称に「ヘッセンの獅子」が与えられた。新たな第14装甲旅団は1991年から始まった陸軍第5次編制において最初の地域防衛型現役旅団として第4防衛管区司令部 / 第5装甲師団隷下としてラウム・オーバーヘッセン地方に配備された。1993年に第6装甲旅団から第65装甲砲兵大隊が編入する。第14装甲旅団隷下部隊の多くは1992年から1996年にかけて解隊された。また、1998年に旅団から初めて国外任務のために部隊を派出し平和安定化部隊（SFOR）に派遣された。
2001年、第7装甲師団隷下に編成替えされる。2003年に旅団司令部中隊はノイシュタット (ヘッセン)に、第200装甲工兵中隊はヘーマーに、第152装甲擲弾兵大隊はシュヴァルツェンボルンに移駐する。第52装甲擲弾兵大隊はローテンブルク・アン・デア・フルダ、第64戦車大隊はヴォルフハーゲン、第154戦車大隊はヴェスターブルク、第2装甲砲兵大隊はヘシッシュ・リヒテナウ（1996年時の状況で2002年に旅団隷下となる）であった。一時的ではあったが地域衛生センターがヘシッシュ・リヒテナウに置かれていた。2002年のエルベ川の洪水で災害出動する。2003年には第7次SFOR / KFOR派遣隊と第4次ISAF派遣隊として出動する。2005年から2006年にかけて再開されたアフガニスタン派遣に第9次ISAF派遣隊の一部分担として隷下部隊が出動する。2006年に航空機動作戦師団隷下に編成替えとなる。これにより新たにデュッセルドルフの第820通信大隊が編入される。そして第152装甲擲弾兵大隊は解隊されて第1猟兵連隊が再編成されるが、第1航空機動旅団に配転される。2006年、第2装甲砲兵大隊と第154戦車大隊は解隊される。2007年末に第200装甲工兵中隊が第21装甲旅団に配転される。ノイシュタット市の一画に旅団の伝統を記念し伝えるべく軍事史展示「第14装甲旅団 - ヘッシシャー・レーヴェ」が設けられ、そして第140駆逐戦車中隊、第143戦車大隊、第145装甲砲兵大隊および第54野戦予備大隊が解隊される。
最終的に第14装甲旅団隷下部隊は以下のとおりであった。
- 旅団司令部中隊
- 第64戦車大隊　在ヴォルフハーゲン
- 第820通信大隊　在デュッセルドルフ

そして2008年6月30日に旅団は解隊される。

## 歴代旅団長
| 第6装甲旅団長  |                                                                             |                |               |
| 1              | レオ・ドロッセル陸軍大佐 Leo Drossel                                        | 1956年7月1日   | 1957年11月    |
| 2              | フリットヨフ・ハイゼ陸軍大佐 Frithjof Heyse                                 | 1957年11月10日 | 1959年7月     |
| 3              | ゲルト・ルーゲ陸軍大佐 Gerd Ruge                                            | 1959年8月14日  | 1962年8月     |
| 4              | ディートリヒ・ランゲル陸軍大佐 Dietrich Langél                              | 1962年8月14日  | 1964年3月     |
| 5              | ヨーゼフ・レッテマイアー陸軍大佐 Josef Rettemeier                           | 1964年3月10日  | 1968年3月     |
| 6              | アントン・ブルンハウザー陸軍大佐 Anton Burnhauser                           | 1968年4月1日   | 1970年9月     |
| 7              | カール＝ハインツ・イェルゲンス陸軍准将 Karl-Heinz Jörgens                   | 1970年10月1日  | 1975年9月30日 |
| 8              | カール・エーリヒ・ディードリヒス陸軍大佐 Karl Erich Diedrichs               | 1975年10月1日  | 1978年3月31日 |
| 9              | クリストフ＝アドルフ・フュールス陸軍大佐 Christoph-Adolf Fürus              | 1978年4月1日   | 1980年9月30日 |
| 10             | クラウス＝クリストフ・シュタインコップフ陸軍大佐 Klaus-Christoph Steinkopff | 1980年10月1日  | 1981年9月30日 |
| 第14装甲旅団長 |                                                                             |                |               |
| 10             | クラウス＝クリストフ・シュタインコップフ陸軍大佐 Klaus-Christoph Steinkopff | 1981年10月1日  | 1983年3月17日 |
| 11             | ヴィルヘルム・トルクスドルフ陸軍大佐 Wilhelm Tolksdorf                      | 1983年3月17日  | 1988年1月31日 |
| 12             | ヨッヘン・レーマン陸軍大佐 Jochen Lehmann                                   | 1988年2月1日   | 1989年9月19日 |
| 13             | ライナー・ユング陸軍大佐 Rainer Jung                                        | 1989年12月17日 | 1992年9月30日 |
| 14             | クラウス・ヴィットマン陸軍大佐 Klaus Wittmann                               | 1992年10月1日  | 1995年        |
| 15             | ペーター・ゲーブル陸軍大佐 Peter Goebel                                     | 1996年         | 1998年        |
| 16             | ゲルトマン・ズーデ陸軍大佐 Gertmann Sude                                    | 1999年         | 2001年        |
| 17             | ハンス＝ヨアヒム・フレーリヒ陸軍大佐 de:Hans-Joachim Fröhlich (General)     | 2001年         | 2003年        |
| 18             | ヴォルフガング・ブルュシュケ陸軍准将 Wolfgang Brüschke                      | 2003年         | 2005年        |
| 19             | アヒム・リーツバ陸軍准将 de:Achim Lidsba                                    | 2005年         | 2007年7月12日 |
| 20             | テオドール・ヘルケル陸軍准将 Theodor Herkel                                 | 2007年7月13日  | 2008年6月30日 |